# Olivia Sanchez
Olivia Sanchez (Paris, 17 de novembro de 1982) é uma tenista profissional francesa, tem como melhor ranking 90°, de simples, pela WTA.

## Títulos

### Simples (6)
| N. | Data                   | Torneio           | Piso   | Tier | Oponente na final    | Placar        |
| 1. | Saint Raphael, França  | Novembro 1, 1999  | Duro   | ITF  | Magdalena Kucerova   | 6–1, 1–6, 7–5 |
| 2. | Montpellier, França    | Junho 19, 2006    | Saibro | ITF  | Stephanie Vongsouthi | 6–7, 6–0, 6–0 |
| 3. | Madrid, Espanha        | Setembro 19, 2006 | Duro   | ITF  | Katie O'Brien        | 6–7, 6–4, 6–4 |
| 4. | Rancho Mirage, EUA     | Fevereiro 2, 2010 | Duro   | ITF  | Tadeja Majerić       | 7–5, 6–0      |
| 5. | Laguna Nigel, EUA      | Fevereiro 9, 2010 | Duro   | ITF  | Mandy Minella        | 6–3, 6–4      |
| 6. | Rio de Janeiro, Brasil | Maio 16, 2010     | Saibro | ITF  | Bianca Botto         | 6-4, 6-3      |

### Duplas (1)
| N. | Data           | Torneio          | Piso   | Tier | Partnering     | Oponentes na final        | Placar        |
| 1. | Denain, França | Setembro 8, 1998 | Saibro | ITF  | Amandine Dulon | Delene Ackron Karen Bacon | 5–7, 7–5, 6–3 |